# Acampsis chinensis
Acampsis chinensis är en stekelart som beskrevs av Chen och He 1992. Acampsis chinensis ingår i släktet Acampsis och familjen bracksteklar. Inga underarter finns listade i Catalogue of Life.